# Berchem-Sainte-Agathe/Sint-Agatha-Berchem
Berchem-Sainte-Agathe (französisch) bzw. Sint-Agatha-Berchem (niederländisch) ist eine Gemeinde am westlichen Rand der zweisprachigen Region Brüssel-Hauptstadt in Belgien. Sie grenzt an die Gemeinden Ganshoren, Koekelberg und Molenbeek-Saint-Jean/Sint-Jans-Molenbeek der Region Brüssel-Hauptstadt sowie an die flämischen Gemeinden Asse und Dilbeek.

## Ortsbeschreibung und Geschichte

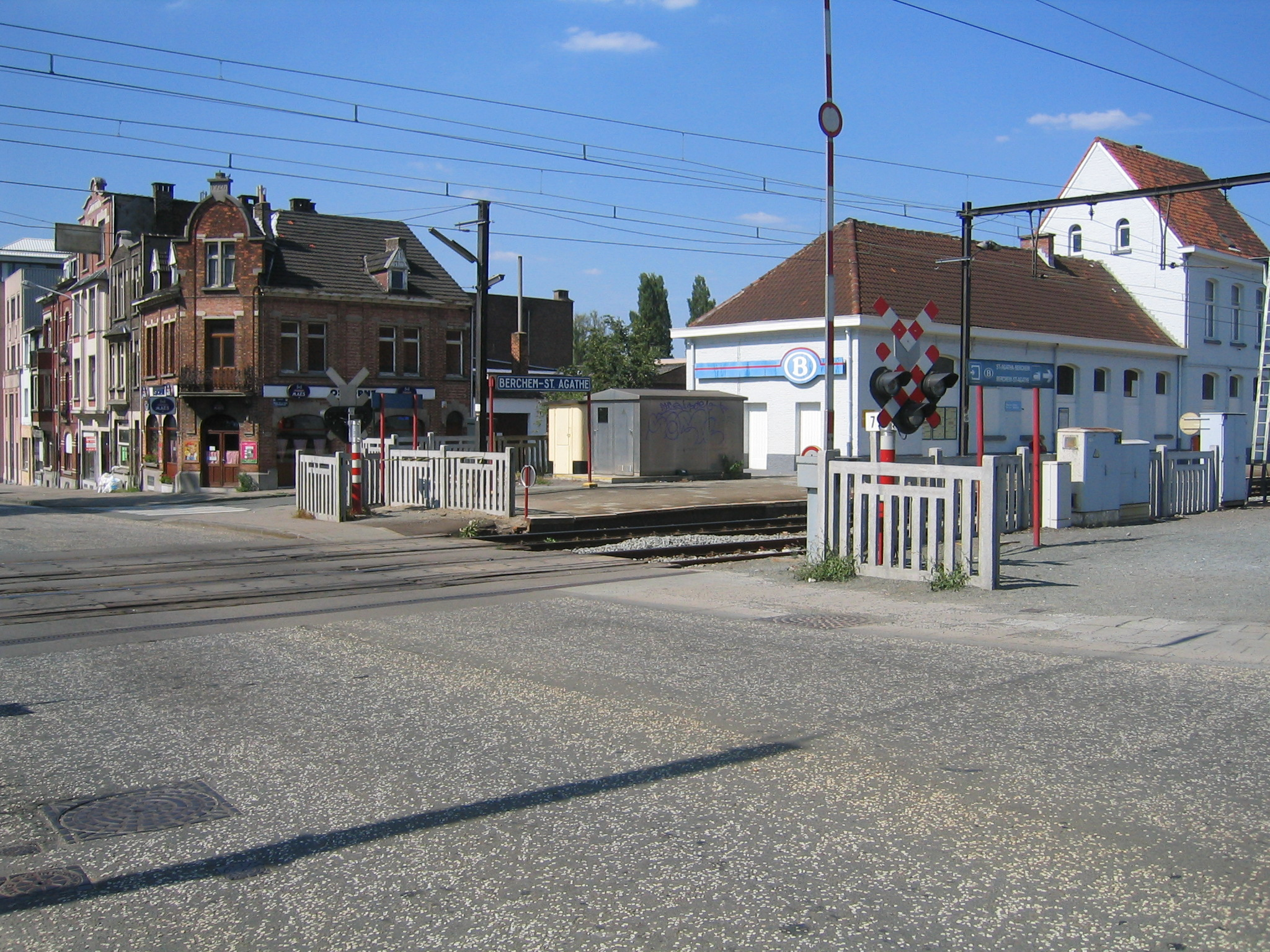
Der Bahnhof von Berchem-Sainte-Agathe/Sint-Agatha-Berchem

Die Örtlichkeit Berchem ist seit dem 12. Jahrhundert dokumentiert. Im Jahr 1890 lag die Einwohnerzahl bei 1380 und stieg danach aufgrund zunehmender Urbanisierung stark an. Als eine der letzten Umlandgemeinden wurde der Ort 1954 Teil der Hauptstadtregion Brüssel. Noch heute sind einige Teile ländlich-dörflich geprägt.
Das Gemeindegebiet beginnt unmittelbar hinter der Nationalbasilika des Heiligen Herzens auf dem Koekelberg, die damit der wichtigste Orientierungspunkt ist, ohne jedoch selbst zur Gemeinde zu gehören. Die nordöstliche Grenze zu Flämisch-Brabant wird vom kleinen Fließgewässer Moolenbeek gebildet.
Zentrum der Gemeinde ist der Albert-Schweitzer-Platz (Dokter Schweitzerplein/Place Docteur Schweitzer) an der Chaussée de Gand/Gentse Steenweg, einer Ausfallstraße nach Nordwesten und alten Handelsstraße zwischen Flandern und Deutschland.
Berchem hat einen Bahnhof der Nationalen Gesellschaft der Belgischen Eisenbahnen an der Strecke nach Gent, welcher von den Linien S4 und S10 der S-Bahn Brüssel bedient wird. Die Gemeinde wird weiter von den Straßenbahnlinien 19 und 82 sowie zahlreichen Buslinien angefahren.

## Cité Moderne/Moderne Wijk
Ab dem Jahr 1922 gründete der Architekt Victor Bourgeois zusammen mit seinem Schriftstellerbruder Pierre und deren Freund Georges Rens die Mietergenossenschaft De Moderne Wijk („Der moderne Bezirk“). Ziel war es, am Rande der Gemeinde ein Gartenviertel mit 500 Häusern mit individuellen Gärten, Geschäften und kollektiver Infrastruktur zu erbauen. Als Baumaterial wurde Beton verwendet und die Häuser wurden im Stil des Modernismus errichtet. Insgesamt wurden 274 Wohnungen in 15 verschiedenen Typen fertiggestellt. Den Plan für das ganze Viertel entwarf der Landschaftsarchitekt Louis van der Swaelmen. Das ganze Bauensemble steht seit 1998 unter Denkmalschutz, muss aber unter Berücksichtigung des ursprünglichen Projekts aufgrund der relativ schlechten Qualität des verwendeten Betons gründlich renoviert und an die heutigen Bedürfnisse angepasst werden. Die ursprüngliche Bauplanung hatte beispielsweise kein Badezimmer für die Wohnungen vorgesehen.

Cité Moderne/Moderne Wijk (1922–1925)
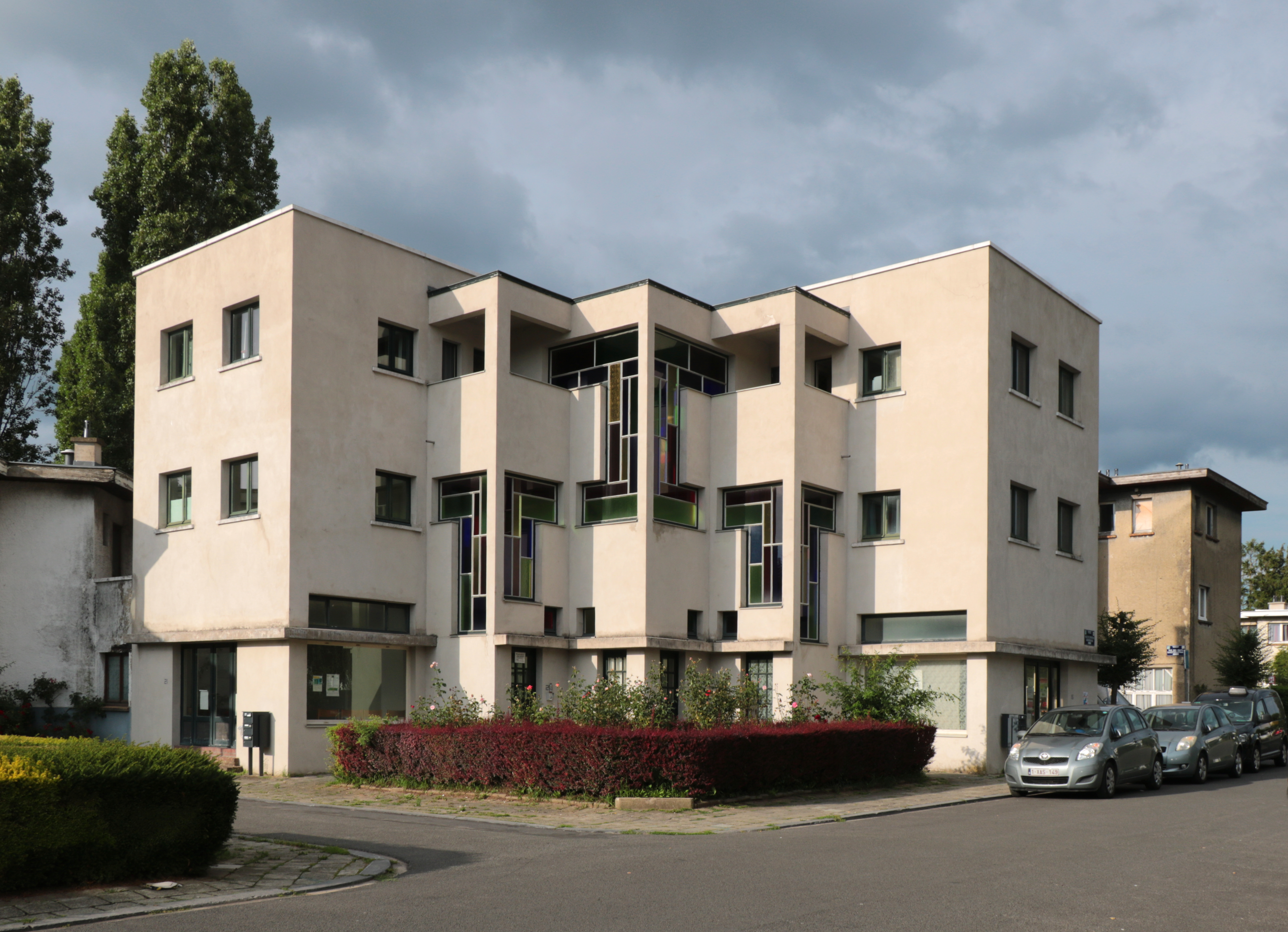
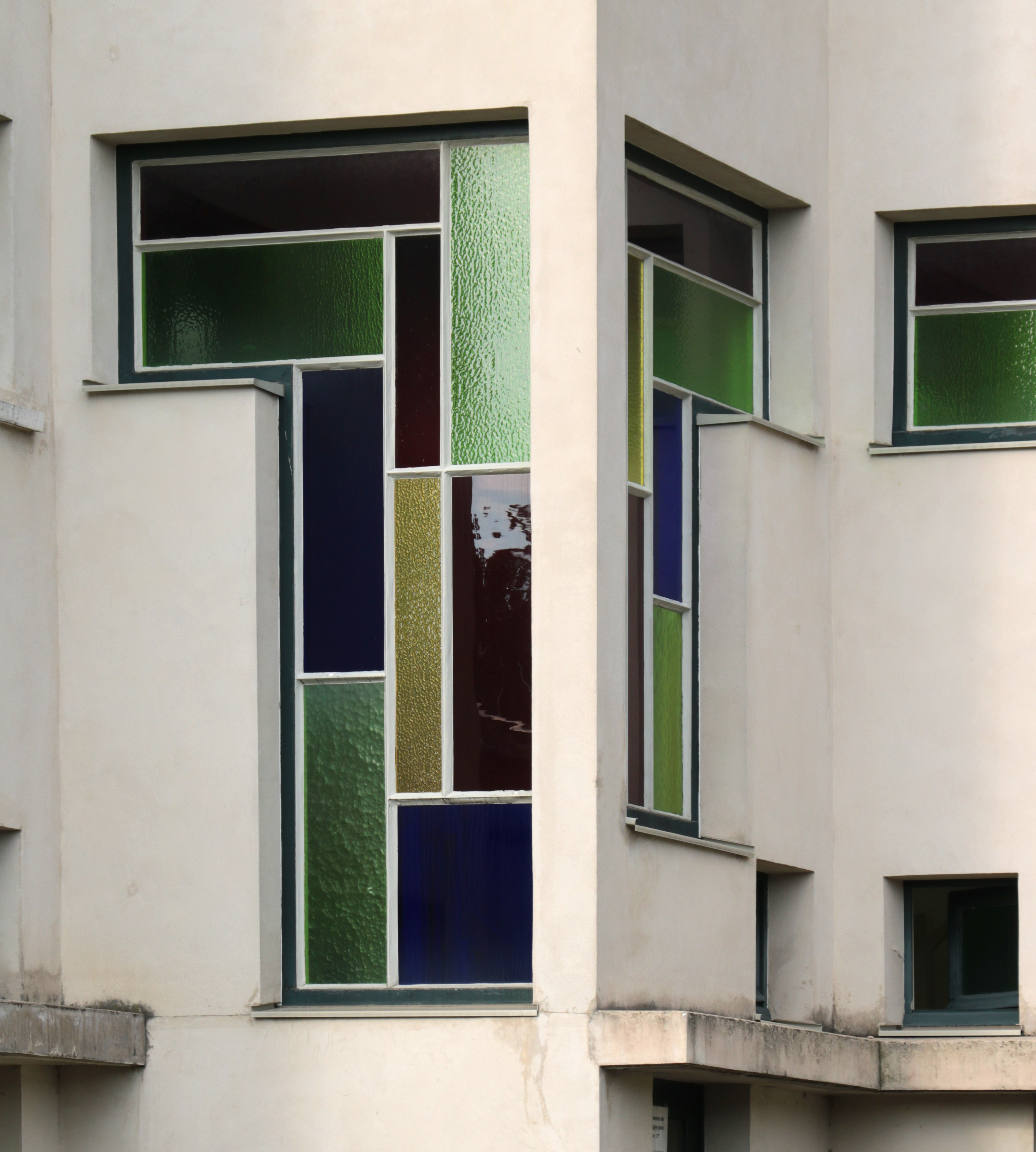
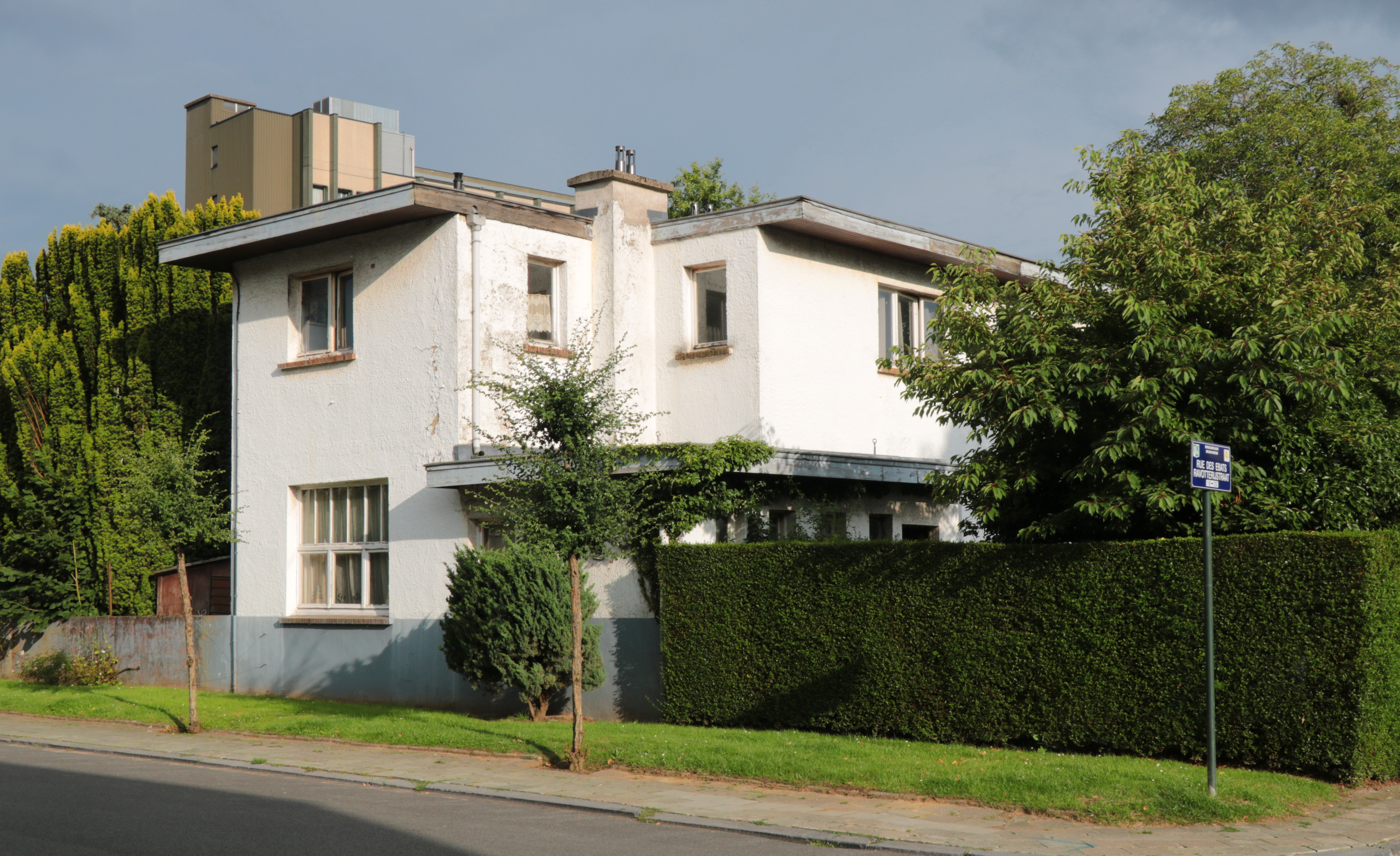

## In Berchem-Sainte-Agathe/Sint-Agatha-Berchem Geborene
- Philémon De Meersman (1914–2005), Radrennfahrer
- Rudi Vervoort (* 1958), Politiker
- Jean-Claude Van Damme (* 1960), Schauspieler
- Mohamed Abrini (* 1984), islamistischer Terrorist
- Alexis Saelemaekers (* 1999), Fußballspieler
- Largie Ramazani (* 2001), Fußballspieler